# Laos ai Giochi della XXIX Olimpiade
Il Laos ha partecipato ai Giochi della XXIX Olimpiade di Pechino, svoltisi dall'8 al 24 agosto 2008, con una delegazione di 4 atleti.

## Atletica leggera
| Gara            | Atleta                  | Batterie | Batterie | Quarti | Quarti | Semifinali | Semifinali | Finale | Finale |
| Gara            | Atleta                  | Tempo    | Pos.     | Tempo  | Pos.   | Tempo      | Pos.       | Tempo  | Pos.   |
| --------------- | ----------------------- | -------- | -------- | ------ | ------ | ---------- | ---------- | ------ | ------ |
| 100 m maschili  | Souksavanh Tonsacktheva | 11"51    | 9        |        |        |            |            |        |        |
| 100 m femminili | Philaylack Sackpaseuth  | 13"82    | 8        |        |        |            |            |        |        |

## Nuoto
| Gara                        | Atleta                  | Batterie | Batterie | Semifinali | Semifinali | Finale | Finale |
| Gara                        | Atleta                  | Tempo    | Pos.     | Tempo      | Pos.       | Tempo  | Pos.   |
| --------------------------- | ----------------------- | -------- | -------- | ---------- | ---------- | ------ | ------ |
| 50 m stile libero maschili  | Thepphithak Chindavong  | 19"31    | 86       |            |            |        |        |
| 50 m stile libero femminili | Vilayphone Vongphachanh | 34"79    | 84       |            |            |        |        |